# Schimperella rhynchostegioides
Schimperella rhynchostegioides là một loài rêu trong họ Brachytheciaceae. Loài này được Thér. mô tả khoa học đầu tiên năm 1926.